# Alain Perrin
Alain Perrin (Lure, 7 de outubro de 1956) é um ex-futebolista e atual treinador francês.

## Carreira
Perrin comandou a Seleção Chinesa de Futebol na Copa da Ásia de 2015.

## Estatísticas

### Treinador
- Em 3 de Julho de 2015

| Time          | País                   | De                      | Até                     | Dados | Dados | Dados | Dados | Dados      |
| Time          | País                   | De                      | Até                     | J     | V     | E     | D     | Vitórias % |
| ------------- | ---------------------- | ----------------------- | ----------------------- | ----- | ----- | ----- | ----- | ---------- |
| Troyes        | França                 | 1 de Julho de 1993      | 30 de Junho de 2002     | 324   | 133   | 105   | 86    | 41.05      |
| Marseille     | França                 | 1 de Julho de 2002      | 14 de Janeiro de 2004   | 60    | 31    | 9     | 20    | 51.67      |
| Al-Ain        | Emirados Árabes Unidos | 13 de Julho de 2004     | 24 de Outubro de 2004   | 4     | 2     | 0     | 2     | 50         |
| Portsmouth    | Inglaterra             | 7 de Abril de 2005      | 24 de Novembro de 2005  | 21    | 4     | 6     | 11    | 19.05      |
| Sochaux       | França                 | 1 de Agosto de 2006     | 30 de Junho de 2007     | 47    | 22    | 13    | 12    | 46.81      |
| Lyon          | França                 | 1 de Julho de 2007      | 16 de Junho de 2008     | 59    | 39    | 11    | 9     | 66.10      |
| Saint-Étienne | França                 | 12 de Novembro de 2008  | 15 de Dezembro de 2009  | 51    | 16    | 12    | 23    | 31.37      |
| Al-Khor       | Catar                  | 14 de Junho de 2010     | 31 de Maio de 2012      | 67    | 20    | 15    | 32    | 29.85      |
| Catar U23     | Catar                  | 1 de Junho de 2012      | 19 de Dezembro de 2012  | 9     | 3     | 3     | 3     | 33.33      |
| Al Gharafa    | Catar                  | 20 de Dezembro de 2012  | 21 de Fevereiro de 2013 | 7     | 3     | 3     | 1     | 42.86      |
| Umm Salal     | Catar                  | 13 de Março de 2013     | 30 de Setembro de 2013  | 11    | 4     | 2     | 5     | 36.36      |
| China         | China                  | 28 de Fevereiro de 2014 | Presente                | 16    | 7     | 7     | 2     | 43.75      |
| Total         | Total                  | Total                   | Total                   | 674   | 284   | 184   | 206   | 42.14      |

## Títulos
Troyes
- Copa Intertoto da UEFA: 2001

Sochaux
- Copa da França: 2006-07

Lyon
- Ligue 1: 2007–08
- Copa da França: 2006-07